# Marienkirche (Haßbergen)
Koordinaten: 52° 43′ 51,7″ N, 9° 13′ 59,9″ O

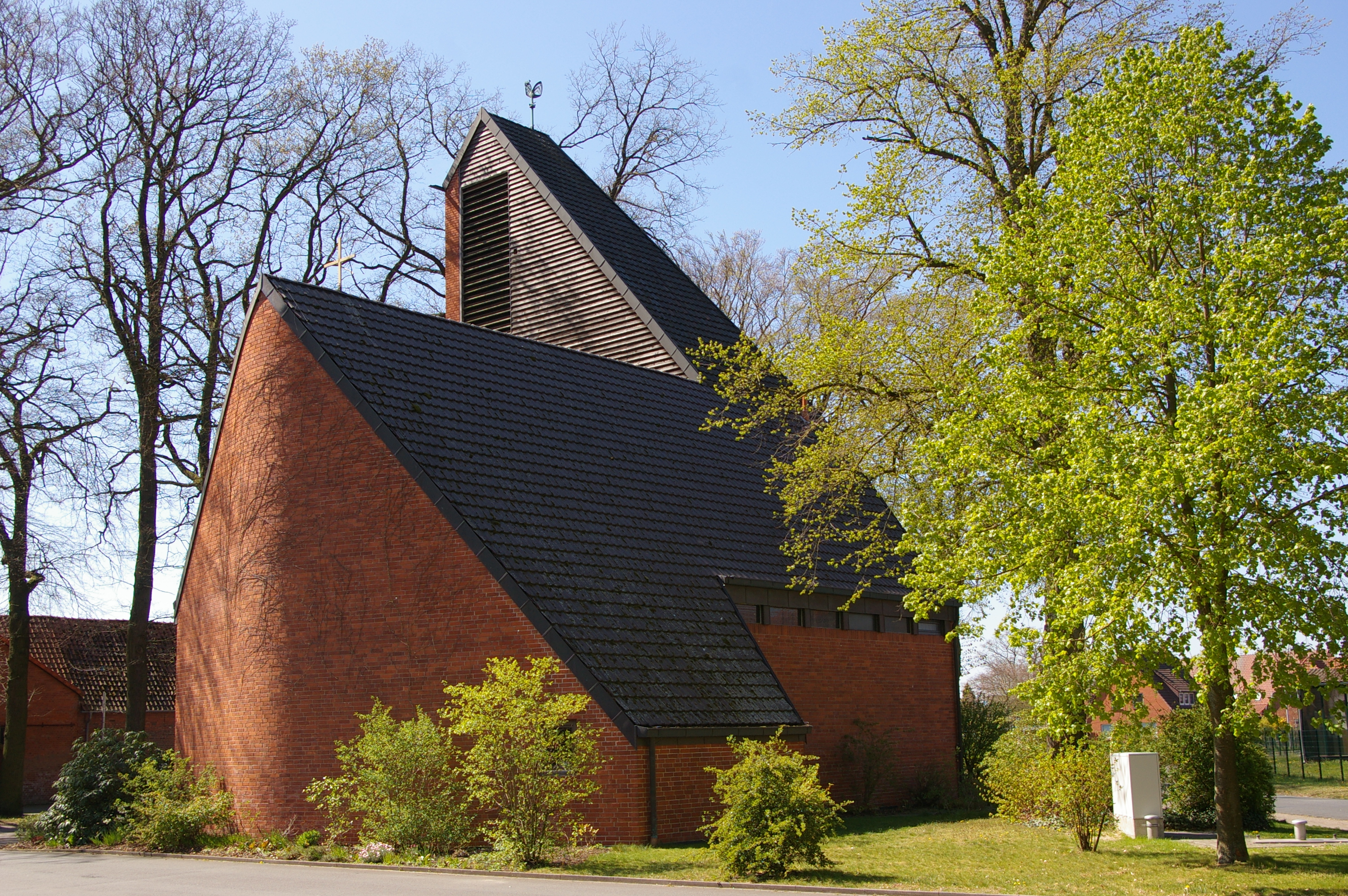
Marienkirche Haßbergen

Die evangelisch-lutherische Marienkirche in Haßbergen, Lindenstraße, wurde 1962 eingeweiht. Obwohl im Landkreis Nienburg/Weser gelegen, gehört die Kirchengemeinde zum Kirchenkreis Syke-Hoya.
Nach dem Zweiten Weltkrieg wurde die Einwohnerzahl Haßbergens und auch die damals bestehende Kapellengemeinde größer. Die alte Marienkapelle war daher zu klein geworden. 1959 wurde daher ein Neubau beschlossen, weil sich eine Erweiterung ausschloss. 
Der Neubau entstand ab 1961 auf dem Gelände des früheren Ehrenmals für die Gefallenen der beiden Weltkriege. Dieses wurde auf den Friedhof versetzt. Nach den Entwürfen des hannoverschen Architektenbüros Hübotter, Busch & Ledeboer entstand dann der Kirchenneubau.
Die Kirche ist als einschiffiger Saalbau unter einem Satteldach mit einem Anbau einer Sakristei im Norden gestaltet. Der Turm steht im Südwesten. Von 2002 bis 2003 wurde das Gebäude saniert.
Im Inneren findet sich ein bauzeitlicher Altar, ein barockes Retabel und eine barocke Kanzel. Beide befanden sich bis 1990 in der Alten Kapelle. Die Orgel wurde 1969 von Hermann Hillebrand neugebaut und 2013 erneuert.
Das Pfarrhaus aus dem Jahre 1965 wurde 2012 verkauft. Es besteht noch ein Gemeindehaus. Der Friedhof Haßbergen liegt im Norden vor der Ortsgrenze.